# 朗伦环形山
朗伦环形山(Langrenus)是月球正面位于丰富海东岸的一座大型撞击坑，约形成于爱拉托逊纪，其名称取自佛兰芒天文学家米希尔·范·朗格伦(1598年至1675年)，1935年被国际天文联合会批准接受。它被认为是32亿年前出现的最大的陨石坑之一。

## 描述

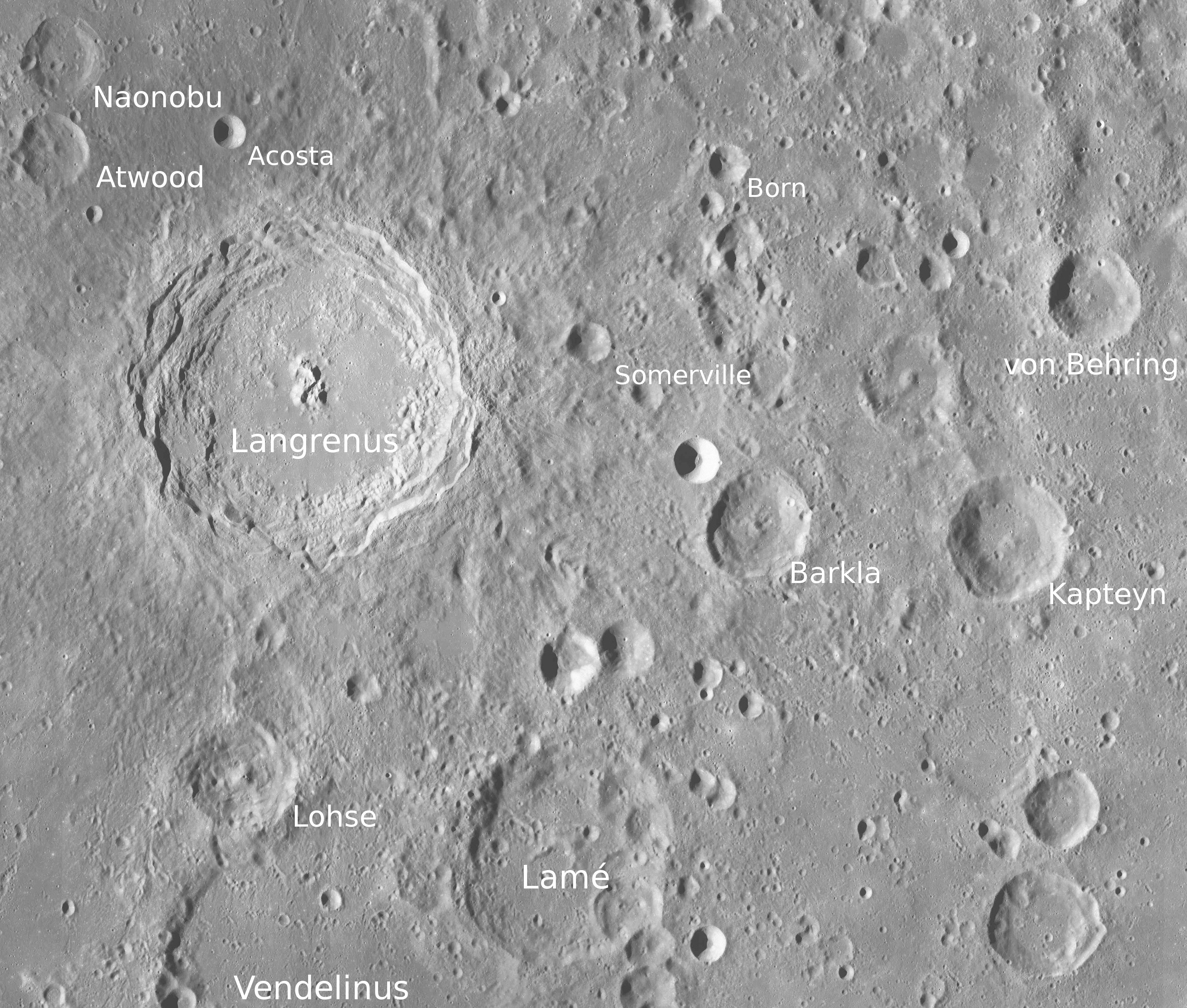
朗伦环形山周边图，月球勘测轨道飞行器拍摄。

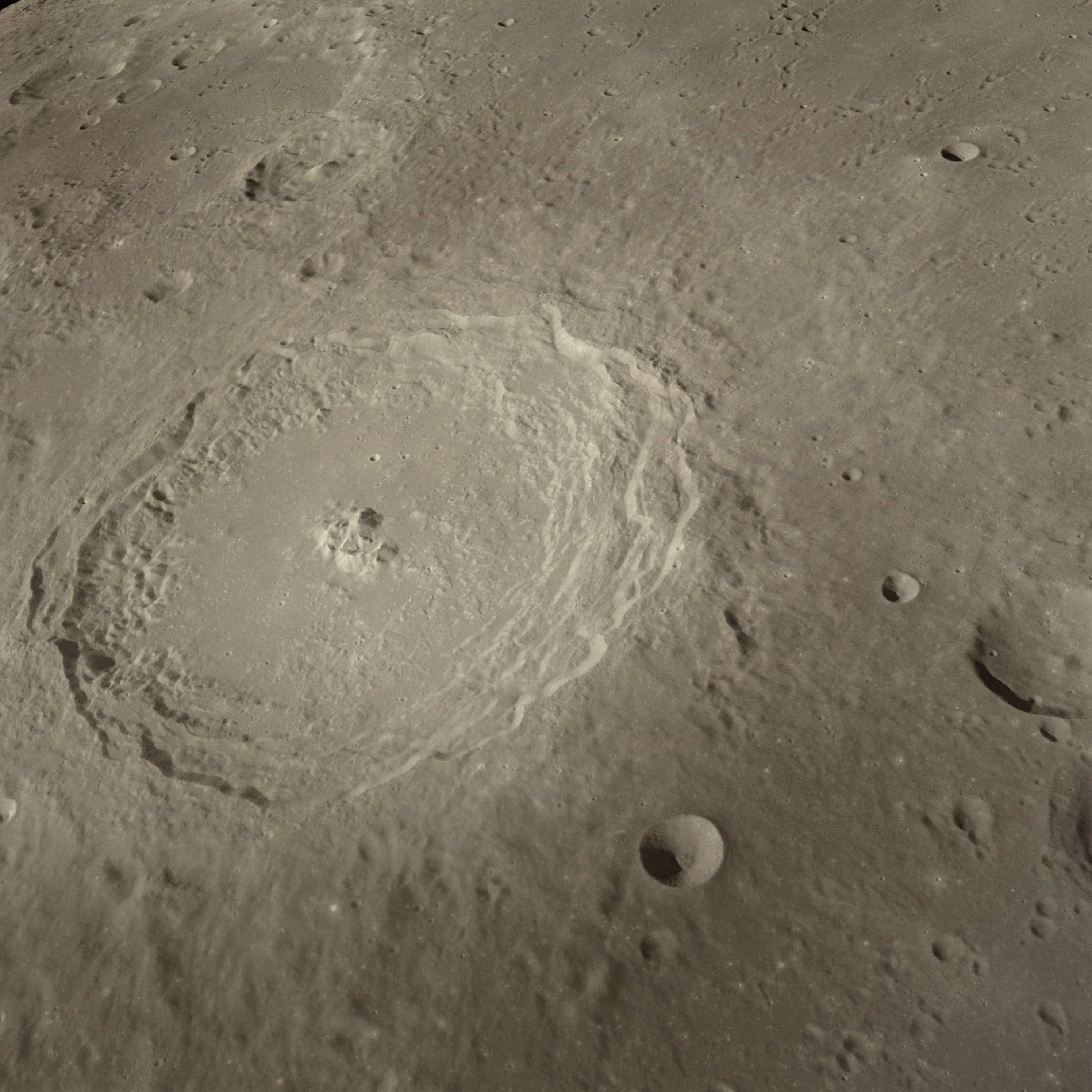
首次执行载人登月任务的阿波罗8号拍摄的照片。任务期间，宇航员吉姆·洛弗尔将朗伦环形山描叙为"一座相当巨大的撞击坑，有一座中央锥，陨坑内壁呈台地状，大约有六或七级下降的台地"。

该月坑西邻小陨坑阿尔马拉古什、西北靠近比尔哈茨陨石坑、 阿特伍德陨石坑和直圆陨石坑；阿科斯塔环形山位于它的北面、东侧则是萨默维尔陨石坑、东南偏东坐落着巴克拉陨石坑、南面分布着洛泽陨石坑、文德利努斯环形山及偏东南的拉梅环形山；朗伦环形山东北偏北方为泡沫海。其中心月面坐标为8°52′S 61°02′E / 8.86°S 61.04°E，直径132公里，
深度4.5公里。

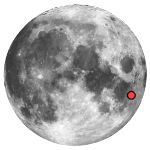
朗伦环形山的位置

朗伦环形山外形圆状，但受透视作用而呈现为椭圆形。由于地质龄不长，几乎未受较大的侵蚀，陨坑边缘范围清晰，内侧斜坡平均宽达20公里，带有明显的阶地结构，在东侧壁上阿波罗14号飞船曾观察到一座或多座颜色怪异的铁锈色隆起丘。
陨坑侧壁高出周边地形1630米以上，坑内体积达17200公里³。坑内地表反照率较周围更高，在阳光直射时显得更为突出；坑底地面相对平坦，但西北部地区较崎岖，散布着大量的巨石；坑底中央坐落着由辉长岩、苏长岩、橄长岩、斜长岩以及含85-90%(GNTA1)的斜长石等构成的巨大峰群。朗伦环形山是目前已知的七座拥有橄长岩矿物中央峰的陨坑之一(橄长岩所含斜长石和橄榄石的份量大致相等，是由火成岩与月表岩石在撞击中熔合而成)；阿尔法峰高度为3000米，贝塔峰高度为3500米。
朗伦环形山被一圈零散的射纹系统所环绕，并一直蔓延至西面的丰富海；它也被月球和行星观测协会(ALPO)列入《带有明亮射纹系统的撞击坑列表》。

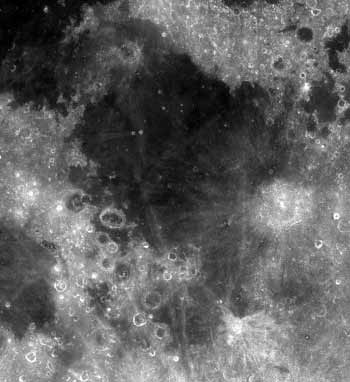
位于丰富海东侧边缘的朗伦环形山，位于中右亮灰色区。

米迦勒·弗洛伦特·范·朗伦是首位绘制月图并对许多月表特征进行命名的人，他甚至用自己的名字命名了该座撞击坑。不过具有讽刺意味的是，这也是所有由他命名的特征中唯一一个被保留下来的名称。

## 月球瞬变现象
从前曾记录到该环形山发生过月球瞬变现象。而在1992年12月30日，巴黎天文台的"奥杜安·多尔菲斯"(Audouin Dollfus)使用一架3.2英尺天文望远镜在陨坑底部观察到一系列的闪光，这些闪光随时间而变化。多尔菲斯教授认为，这可能是释气所导致，这些气体来源于陨坑底表开裂的缝隙。

## 卫星陨石坑
按照惯例，最靠近朗伦环形山的卫星坑在月图上以字母标注在该坑中心点的旁边。
| 朗伦 | 纬度    | 经度    | 直径    |
| ---- | ------- | ------- | ------- |
| E    | 12.7° S | 60.6° E | 30 公里 |
| G    | 12.1° S | 65.4° E | 23 公里 |
| H    | 8.0° S  | 64.3° E | 23 公里 |
| L    | 13.2° S | 62.2° E | 12 公里 |
| M    | 9.8° S  | 66.4° E | 17 公里 |
| N    | 9.0° S  | 65.7° E | 12 公里 |
| P    | 12.1° S | 63.1° E | 42 公里 |
| Q    | 11.9° S | 60.7° E | 12 公里 |
| R    | 7.7° S  | 63.6° E | 5 公里  |
| S    | 6.7° S  | 64.7° E | 9 公里  |
| T    | 4.6° S  | 62.5° E | 42 公里 |
| U    | 12.6° S | 57.1° E | 4 公里  |
| V    | 13.2° S | 55.9° E | 5 公里  |
| W    | 8.6° S  | 67.3° E | 23 公里 |
| X    | 12.4° S | 64.7° E | 25 公里 |
| Y    | 7.8° S  | 66.9° E | 27 公里 |
| Z    | 7.1° S  | 66.4° E | 20 公里 |

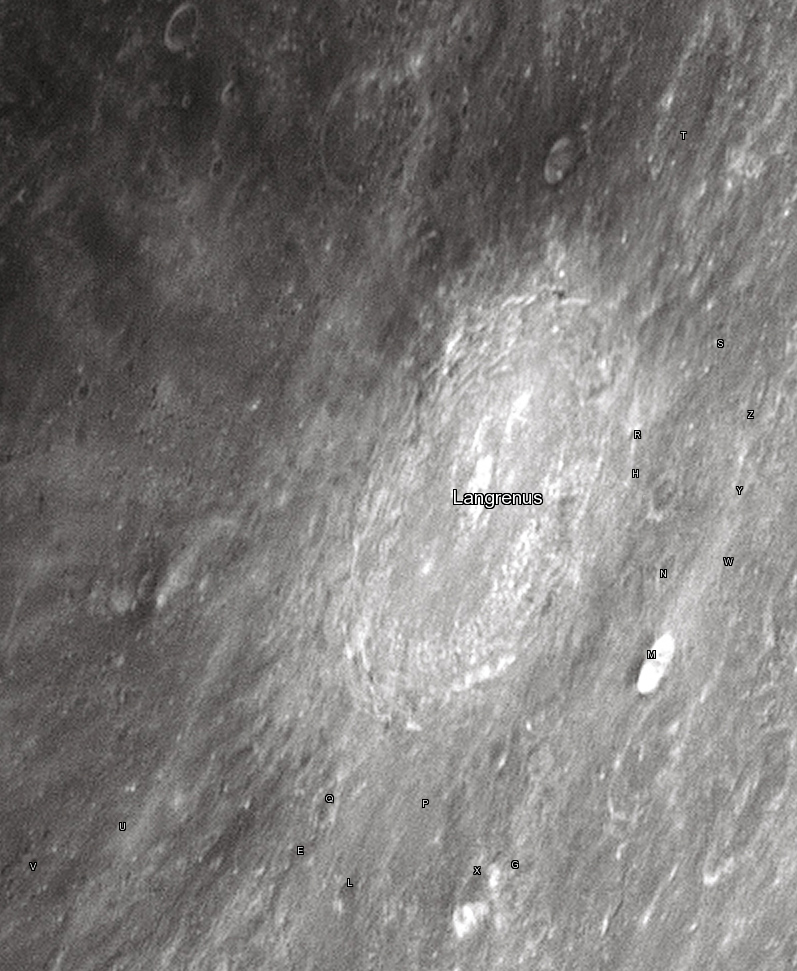
卫星坑图.

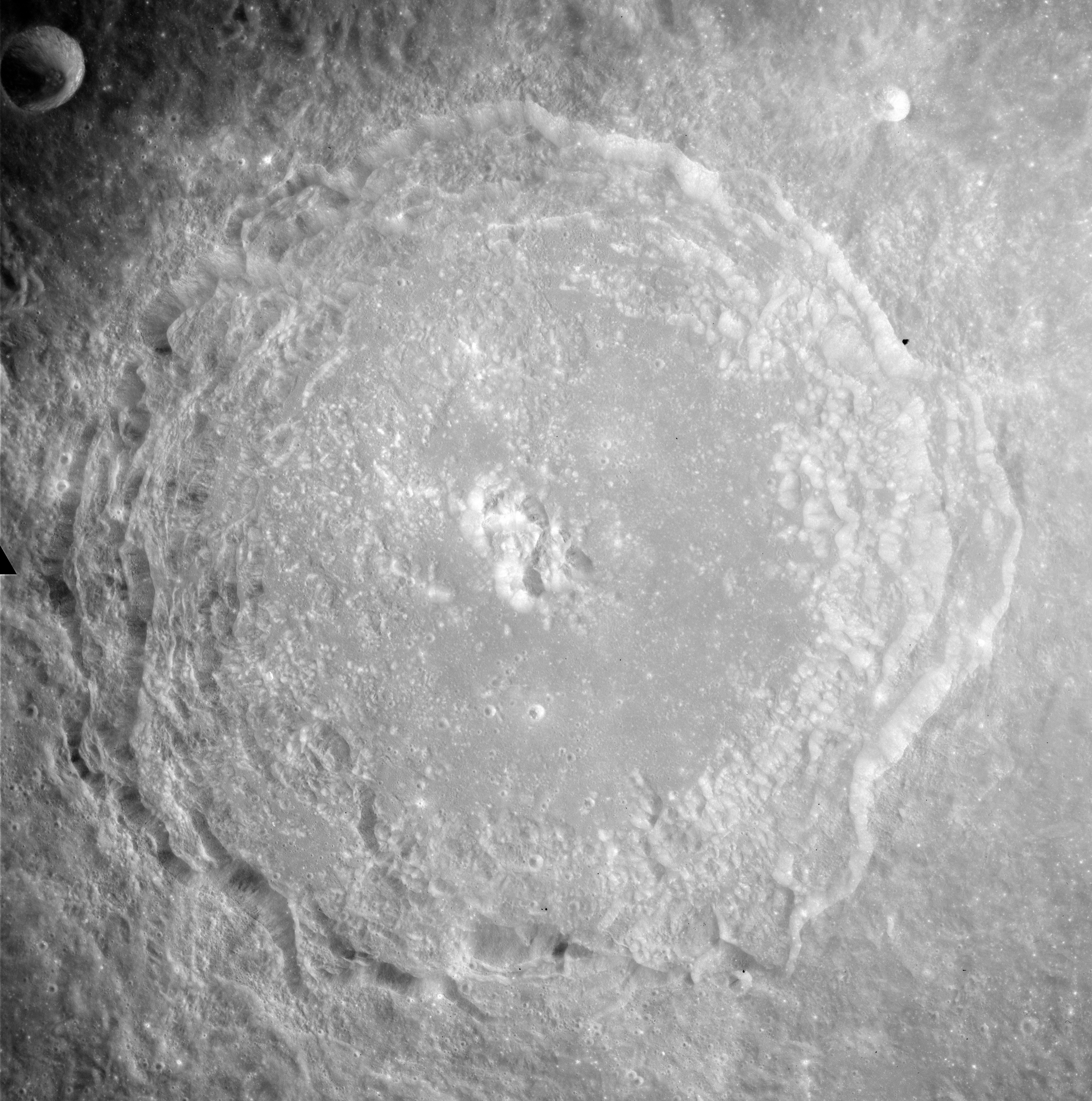
阿波罗15号测绘相机拍摄的图像

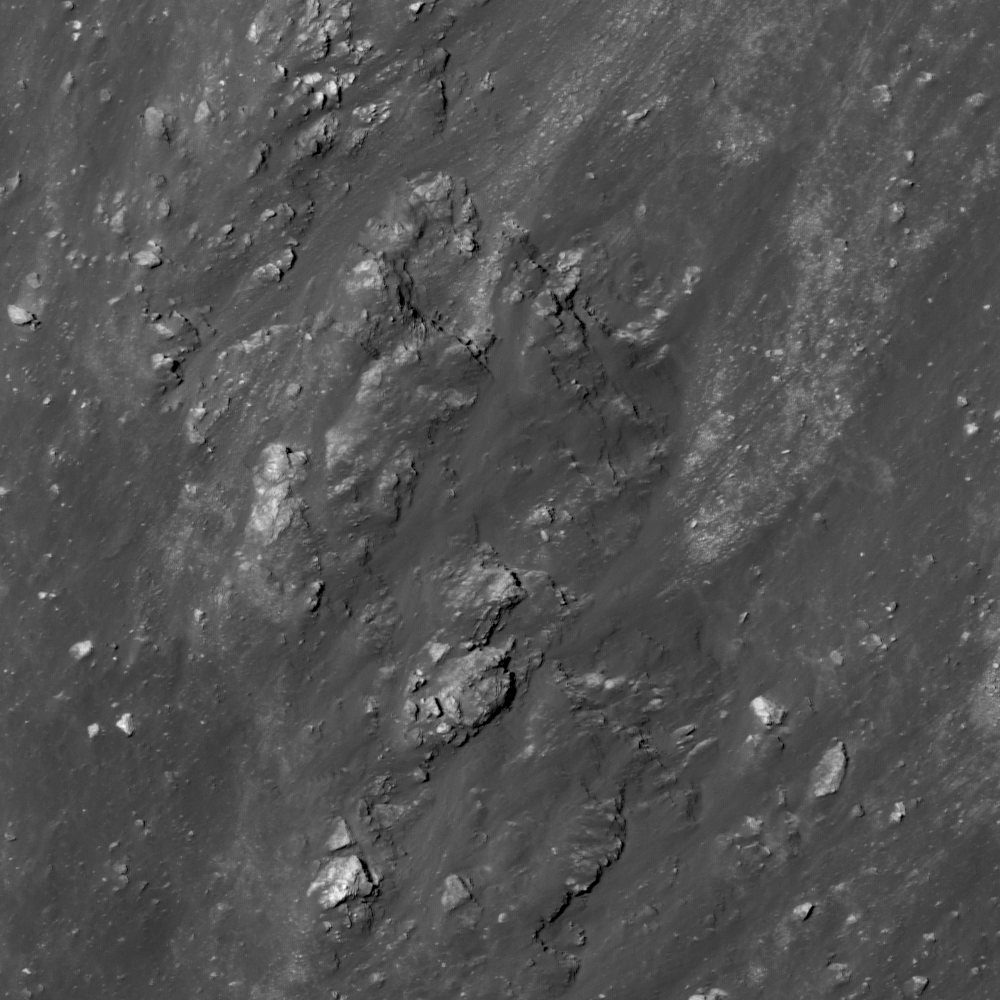
朗伦环形山中央峰的滑坡，月球勘测轨道飞行器拍摄图像宽约550米。

- 卫星坑"朗伦 G"和"朗伦 M"被月球和行星观测协会(ALPO)列入《内侧壁坡带有暗黑辐射纹的撞击坑列表》[9]；
- 卫星坑"朗伦 C"、"朗伦 FF"、"朗伦 M"和"朗伦 P"曾被记录到在月食期间出现热异常，这一现象主要缘于陨石坑地质龄较短，没有形成提供隔热作用的表岩屑所致；
- 下列环朗伦环形山的撞击坑已被国际天文联合会重新更名：

    "朗伦 A" —查看巴克拉陨石坑；
    "朗伦 B" —查看直圆陨石坑；
    "朗伦 C" —查看阿科斯塔环形山；
    "朗伦 D" —查看阿尔马拉古什陨石坑；
    "朗伦 F" —查看比尔哈茨陨石坑；
    "朗伦 J" —查看萨默维尔陨石坑；
    "朗伦 K" —查看阿特伍德陨石坑。

## 图集

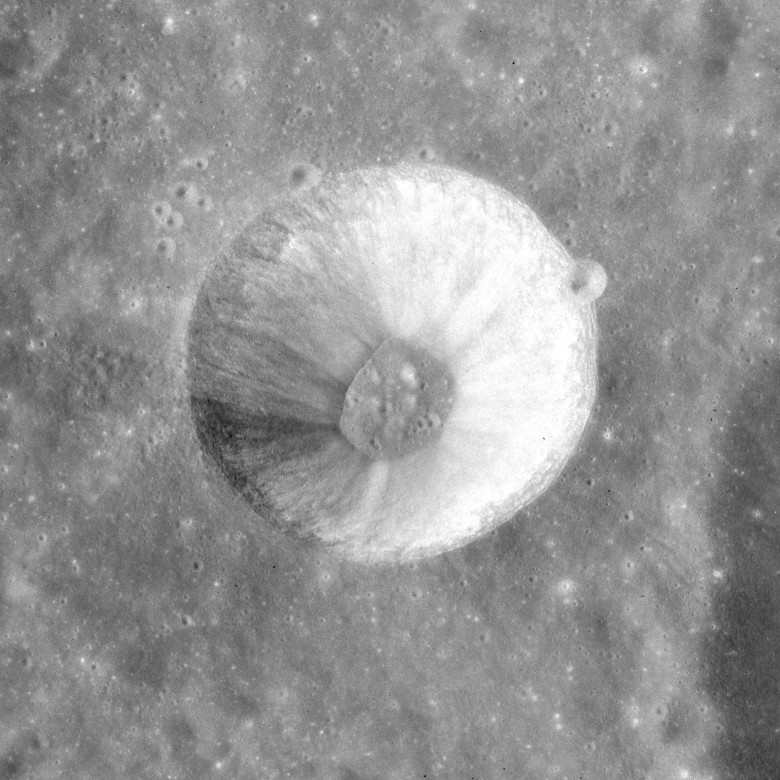
"朗伦 M"卫星坑
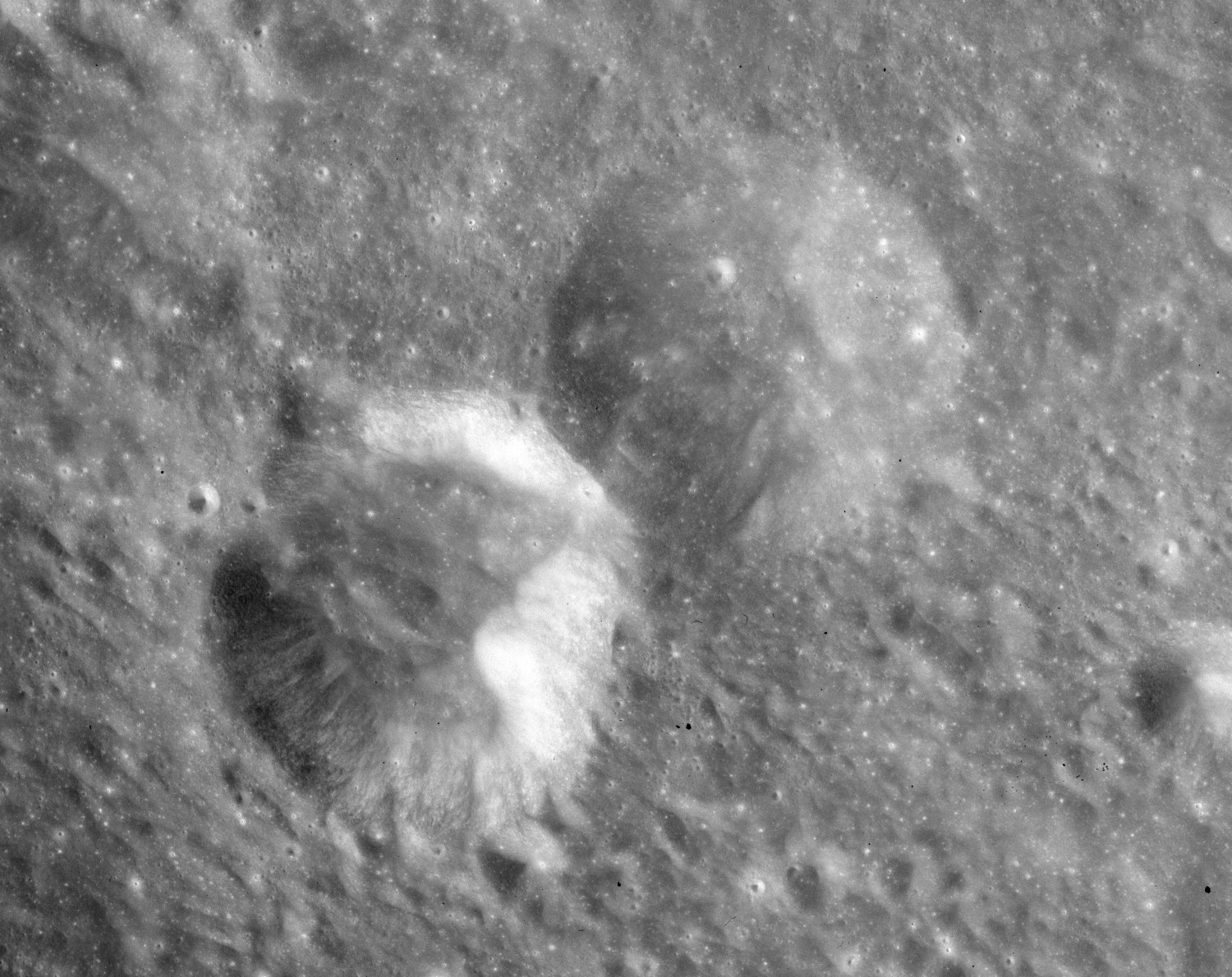
卫星坑"朗伦 X"(左下)和无名陨坑(右上)